# Ервін Аксер
Ервін Аксер (пол. Erwin Axer; 1 січня 1917, Відень — 5 серпня 2012, Варшава) — польський театральний режисер і педагог.

## Біографія
Народився в заможній єврейської сім'ї в Відні. Його батько, Маурицій (Моріц Йоахим) Аксер (1886, Перемишль — 1942, Львів), був впливовим адвокатом і правознавцем; мати, Ернестіна Фридерика Шустер (1894, Коломия — 1982, Варшава), домогосподаркою. Старший брат Мауриція Аксера — швейцарський математик Олександр Аксер, автор теореми Аксера (1910).
Після возз'єднання Польщі родина оселилася у Львові. В 1939 Ервін Аксер закінчив Державний інститут театрального мистецтва в Варшаві, де навчався у Л. Шиллера.
В якості режисера дебютував в 1938 на сцені Варшавського національного театру, поставивши п'єсу Юджина О'Ніла «Місяць над Карибами».
З 1939 року працював у Львові, в Польському театрі, ставив Клоделя, Стріндберга. Після арешту і загибелі батька в кінці 1942 року переселився до Варшави, брав участь у Варшавське повстання, за що був відправлений до Німеччини на роботу в каменоломнях. Після закінчення війни повернувся до Польщі і з 1945 по 1949 рік був художнім керівником і головним режисером Камерного театру (польськ. Teatru Kameralnego Domu Żołnierza) В Лодзі.
Від 1962 ставив спектаклі в Відні, Берліні, Гамбурзі, Цюриху та інших містах Європи. Російським глядачам був відомий передусім завдяки виставам, поставленим їм у Ленінградському Великому драматичному театрі: «Кар'єра Артуро Уї» Б. Брехта, «Два театру» Е. Шанявського і «Наш городок» Т. Уайлдера.
З 1947 року викладав у Вищій театральній школі Варшави (пол. Państwowy Instytut Sztuki Teatralnej), серед його учнів Конрад Свінарскій.
У 1992—1993 роках був членом Ради з культури при президенті Республіки Польща.
Нагороджений орденом «Прапор Праці» (1954). Лауреат премії Л. Шиллера (1955) та інших премій.